# Interrupce v Monaku
Interrupce v Monaku je povolena pouze v případech znásilnění, deformace plodu, nemoci nebo smrtelného nebezpečí pro matku. Nejnovější zákon o potratech byl přijat 8. dubna 2009; do té doby mělo Monako jeden z nejpřísnějších zákonů o potratech v Evropě, který tento postup umožňoval pouze v případě rizika úmrtí matky.
Předchozí potratový zákon z roku 1967 zakazoval potraty za jakýchkoli okolností. Podle starého zákona hrozil ženám, které podstoupily nezákonný potrat, trest odnětí svobody až na tři roky, poskytovateli potratu trest odnětí svobody až na pět let. Pokud by poskytovatel potratu vykonával lékařskou profesi, bylo by jim odebráno právo vykonávat lékařskou praxi.
I když je v Monaku potrat legální pouze částečně, samotné Monako je ze tří stran obklopeno Francií, kde je potrat zcela legální a dostupný na vyžádání.